# Dixit Dominus (Händel)
Dixit Dominus (HWV 232) ist eine Vertonung des Psalms 110 in der lateinischen Fassung der Vulgata (dort Psalm 109) von Georg Friedrich Händel (1685–1759).

## Entstehung
Händel komponierte dieses Werk im Alter von 21 Jahren während seines drei Jahre dauernden Italienaufenthalts. Er begann (so wird vermutet) mit dem Stück, als er für kurze Zeit in Venedig und Florenz (?) weilte, und stellte es am 11. April 1707 fertig, als er bereits in Rom angekommen war. Dixit Dominus stellt – nach dem Laudate pueri (HWV 236) für Solosopran und Streicher – das früheste noch erhaltene geistliche Werk Händels dar. Im Sommer des gleichen Jahres folgten unter anderem die beiden ebenfalls lateinischen Psalmvertonungen Laudate pueri (HWV 237) und Nisi Dominus (HWV 238) sowie im Oktober seine erste italienische Oper Rodrigo.
Das Dixit Dominus wurde eventuell vom Kardinal Carlo Colonna (1665–1739) in Auftrag gegeben. Eine Aufführung des Werkes als Teil der Vesper zum jährlichen Fest des Karmeliterordens am 16. und 17. Juli 1707 in der römischen Kirche Santa Maria in Montesanto an der Piazza del Popolo ist wahrscheinlich, dennoch nicht belegt. Händel dirigierte die Musik mindestens an einem dieser Festtage (wenn nicht sogar an beiden). Dabei erklangen mit größter Sicherheit sein zweites Laudate pueri, sein Nisi Dominus, seine Antiphon Haec est Regina virginum und Te decus virgineum (HWV 235 und 243) und seine Motette Saeviat tellus inter rigores (HWV 240), womöglich auch sein Salve Regina (HWV 241).

## Aufbau
Grundtonart ist g-Moll. Das Werk umfasst neun Sätze, wobei der Text des letzten Satzes, die Doxologie, nicht Teil des Psalms ist. Die Aufführung dauert etwa 35–40 Minuten.
| Satz | Typ                                       | Lateinischer Text (Vulgata)                                                                                              | Deutsche Übersetzung |
| ---- | ----------------------------------------- | --- | --- |
| 1    | Chor                                      | Dixit Dominus Domino meo, sede a dextris meis, donec ponam inimicos tuos scabellum pedum tuorum.                         | Der Herr sprach zu meinem Herrn: Setze dich zu meiner Rechten, bis ich hinlegen werde deine Feinde als Schemel deiner Füße.      |
| 2    | Arie (Alt)                                | Virgam virtutis tuae emittet Dominus ex Sion: dominare in medio inimicorum tuorum.                                       | Das Zepter deiner Macht sendet der Herr aus Zion: Herrsche inmitten deiner Feinde!                                               |
| 3    | Arie (1. Sopran)                          | Tecum principium in die virtutis tuae, in splendoribus sanctorum. Ex utero ante luciferum genui te.                      | Mit dir (ist) das Königtum am Tage deiner Macht, im Glanz der Heiligen. Aus dem Schoß habe ich dich vor dem Morgenstern gezeugt. |
| 4    | Chor                                      | Iuravit Dominus et non paenitebit eum.                                                                                   | Geschworen hat es der Herr und es wird ihn nicht gereuen.                                                                        |
| 5    | Chor                                      | Tu es sacerdos in aeternum secundum ordinem Melchisedech.                                                                | Du bist Priester in Ewigkeit nach der Ordnung Melchisedeks.                                                                      |
| 6    | Solisten und Chor                         | Dominus a dextris tuis, confregit in die irae suae reges.                                                                | Der Herr (ist) zu deiner Rechten, er zerschmettert am Tag seines Zorns Könige.                                                   |
| 7    | Chor                                      | Iudicabit in nationibus implebit ruinas. Conquassabit capita in terra multorum.                                          | Er wird richten unter den Nationen; anhäufen wird er Trümmer. Zerschmettern wird er die Häupter im Land vieler (Völker).         |
| 8    | Duett (Soprane) mit Chor (Tenor und Bass) | De torrente in via bibet: propterea exaltabit caput.                                                                     | Aus dem Bach am Weg wird er trinken: Darum wird er erheben das Haupt.                                                            |
| 9    | Chor                                      | Gloria Patri, et Filio, et Spiritui Sancto: sicut erat in principio, et nunc, et semper, et in saecula saeculorum. Amen. | Ehre sei dem Vater und dem Sohn und dem Heiligen Geist, wie es war im Anfang, so jetzt und alle Zeit und in Ewigkeit. Amen.      |

## Besetzung
Das Werk ist für fünf Solisten (zwei Soprane, Alt, Tenor, Bass), fünfstimmigen Chor (zwei Soprane, Alt, Tenor, Bass), Streichorchester (Violine I+II, Viola I+II) und Basso continuo (Violoncello, Kontrabass und Orgel oder Cembalo) gesetzt.